# Инь Миншань
Инь Минша́нь (кит. упр. 尹明善, родился 1938 года в городе Чунцин провинции Сычуань) — китайский бизнесмен, основатель корпорации Lifan. Председатель промышленной корпорации Lifan Group. Президент китайских производителей мотоциклов. В 2016 году вошел в список богатейший китайцев журнала Форбс на 371 месте, его состояние оценивалось в миллиард долларов.

## Биография
Инь Миншань родился в 1938 году в провинции Сычуань Юго-западного Китая.
Во время Культурной революции в Китае Инь Миншань сидел 7 лет в трудовых лагерях за капиталистические тенденции.
За всю свою жизнь Инь сменил много профессий. Работал журналистом, преподавателем и поставщиком книг. Но в 1992 годуm после того как в Китае начались рыночные реформы, Инь Миншань исполнил свою давнюю мечту и открыл собственное дело — открыл мастерскую по ремонту мотоциклов в городе Чунцине. Сначала в мастерской работало несколько человек, включая жену, сына и самого отца семейства. С каждым годом число мотоциклов росло, а его бизнес перерос в национальную корпорацию.